# Аксаковская улица
Не путать с ул. Григория Аксакова, названной в честь Григория Сергеевича Аксакова
Акса́ковская улица — расположена в Железнодорожном районе города Самары. Своё начало берёт от Ткачёвской улицы и упирается в Крымскую площадь по улице Урицкого. Однако дома стоят на маленьком участке от улицы Магнитогорской до дома номер 5 по улице Гагарина. Имеет протяжённость около 500 метров.

## История
Улица Аксаковская названа в честь русского писателя Сергея Аксакова. На улице стоят всего 4 дома с номерами: 167, 169, 169А, 171. Часто в интернете можно встретить, что по этой улице стоит дом под номером 6, но он уже был снесён.
Примерные даты появления этой улицы в городе упоминается в 1910-х годах. Улица проходила по окраине Мещанского посёлка, на которой жил один из организаторов партийной ячейки в самарском железнодорожном депо. Член самарского комитета РСДРП — Кузнецов Василий, проживающий в доме по улице Аксаковской 69.
Транспорт по Аксаковской улице не ходит, так как она всегда была тупиковой. В 2019 году улица попала под программу «Безопасные и качественные автомобильные дороги» и этот участок сделали проездным.

«Несмотря на то, что участок ремонта по ул. Аксаковская — самый маленький по протяженности по сравнению с соседними, также расположенными вблизи площади, ему уделяется повышенное внимание. Это обусловлено тем, что здесь предварительно требовалось выполнить значительный объем земляных работ недалеко от перекрестка улиц Мечникова и Ткачевская.»— сайт «Администрация городского округа Самара»